# Pleione × christianii
Pleione × christianii är en hybrid i släktet Pleione och familjen orkidéer. Den är en hybrid mellan P. forrestii och P. yunnanensis och beskrevs av Holger Perner.

## Utbredning
Växten förekommer i västra Yunnan i Kina.